# Hell-Ville
Hell-Ville est un arrondissement de la côte sud de la commune urbaine de Nosy Be, dont elle est le chef-lieu. Baptisée en l'honneur de l'Amiral Anne Chrétien Louis de Hell, gouverneur de l'île de la Réunion, Hell-Ville est une des plus anciennes cités coloniales de Madagascar. La ville compte en 2012 plus de 30 000 habitants.
Après l'indépendance en 1960, Hell-Ville a été rebaptisé officiellement Andoany, du nom d'un quartier périphérique. Mais à Nosy Be, le nom d'Andoany est peu utilisé par les habitants eux-mêmes qui l'appellent toujours « Hell-Ville », qui la désignent aussi parfois sous le nom de « La Pointe ».

## Histoire
La ville fut fondée par les Français en 1841 afin d'y installer un port militaire pour remplacer Port-Louis perdu à la suite de l'annexion de l'Île Maurice par la Grande-Bretagne.
Sa prison datant de 1855 est une des plus anciennes de Madagascar.

## Galerie

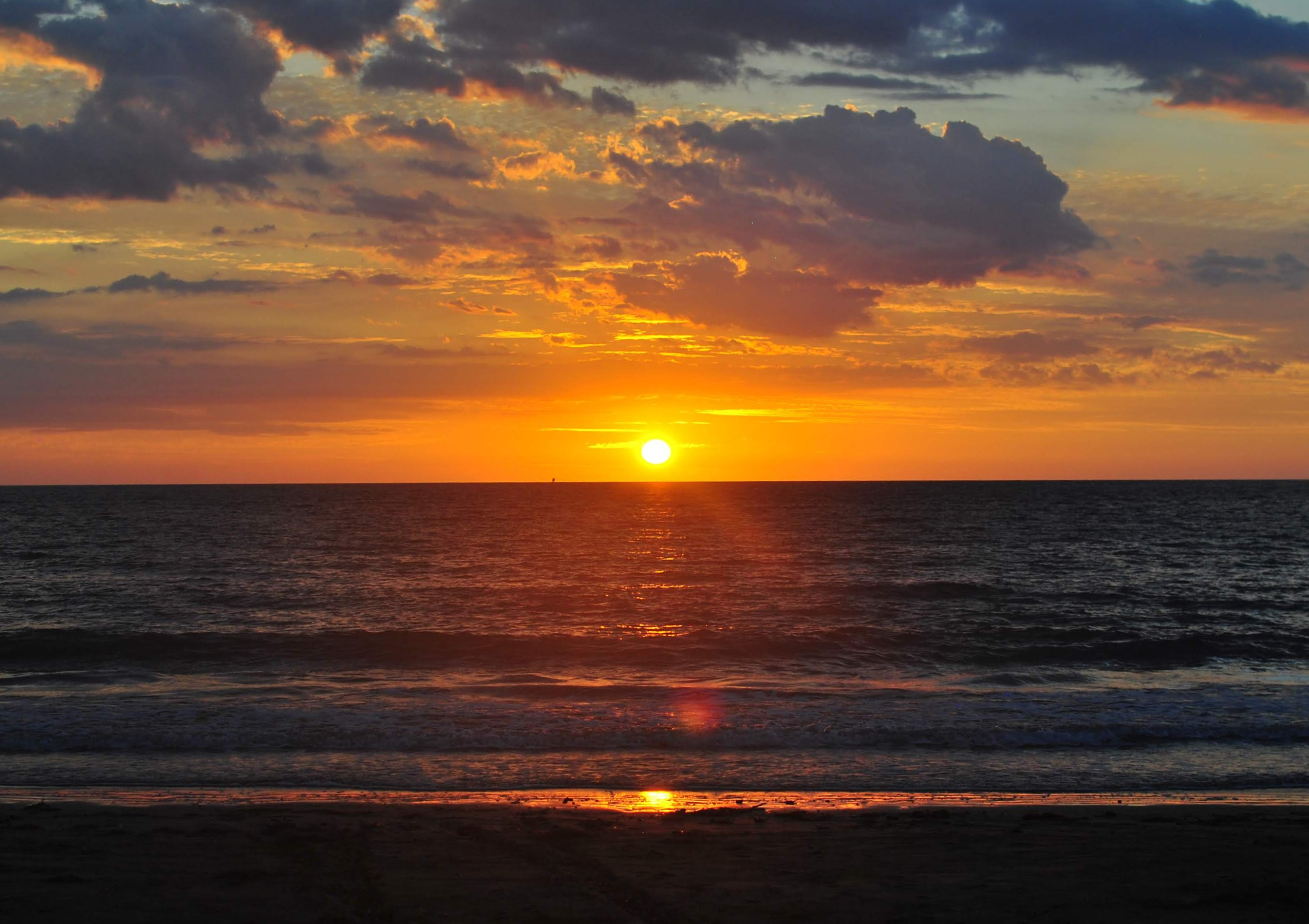
Coucher de soleil sur la plage de Nosy Be Hell-Ville
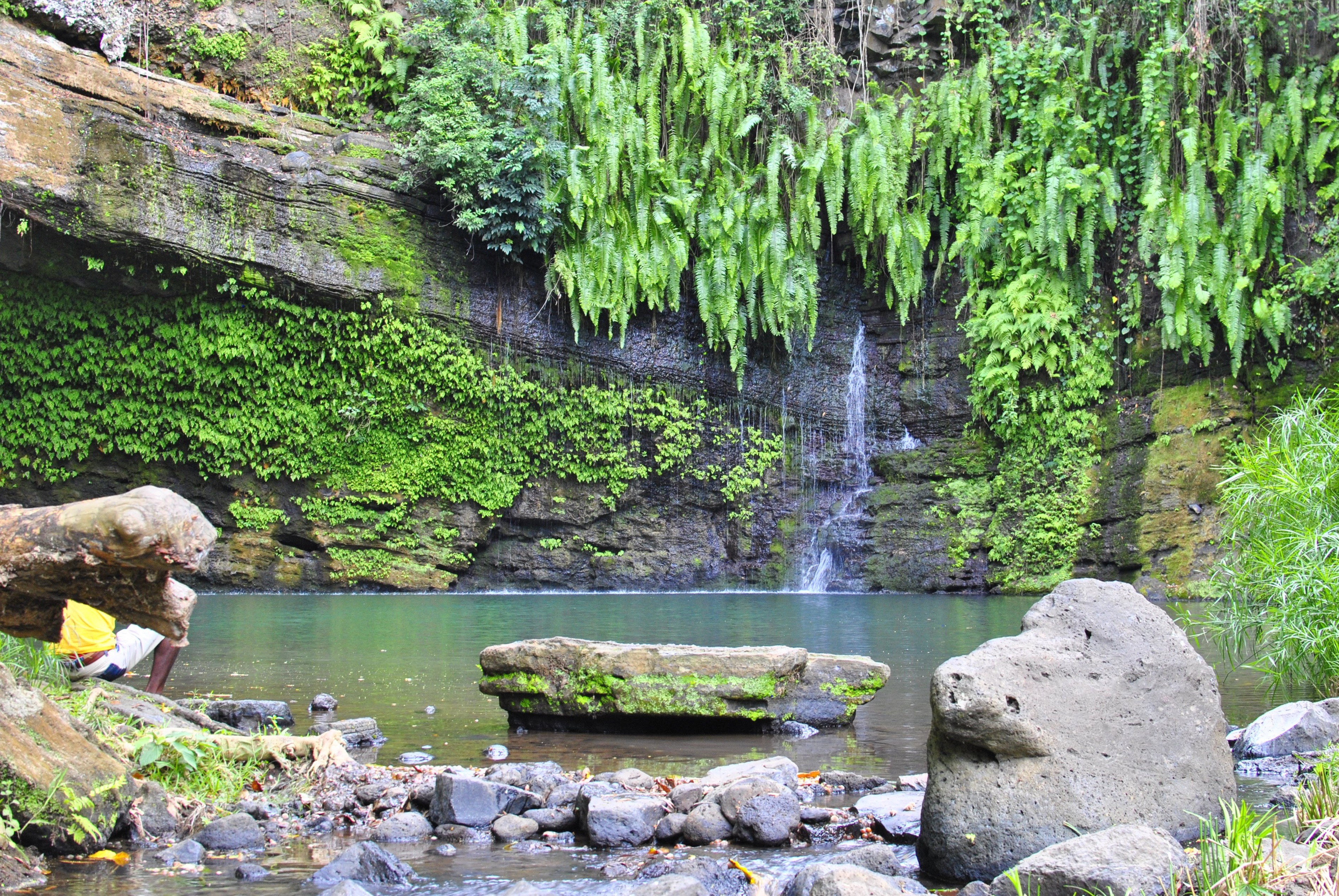
Cascade sacrée à Nosy Be Hell-Ville
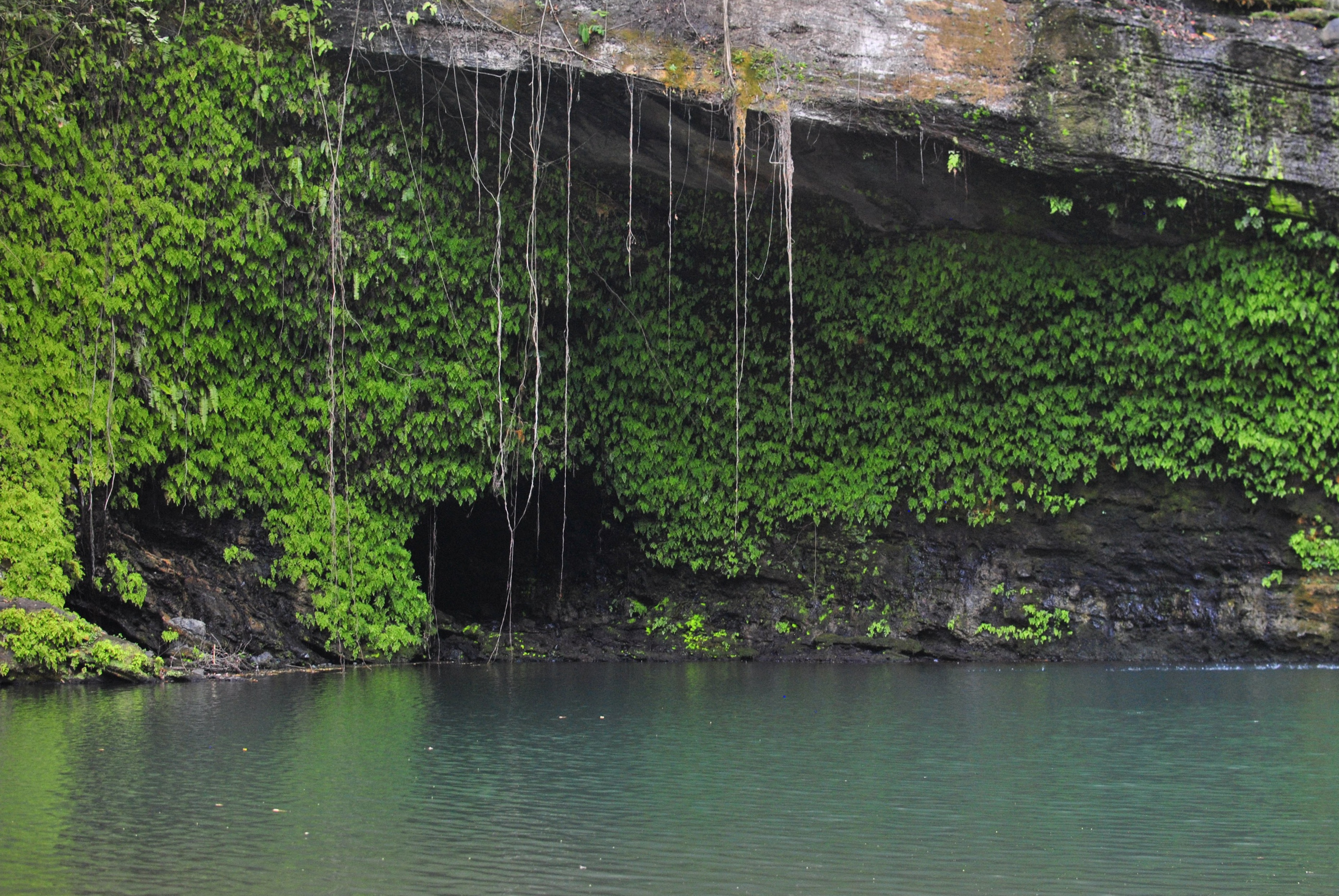
Grotte sous la cascade sacrée à Nosy Be Hell-Ville
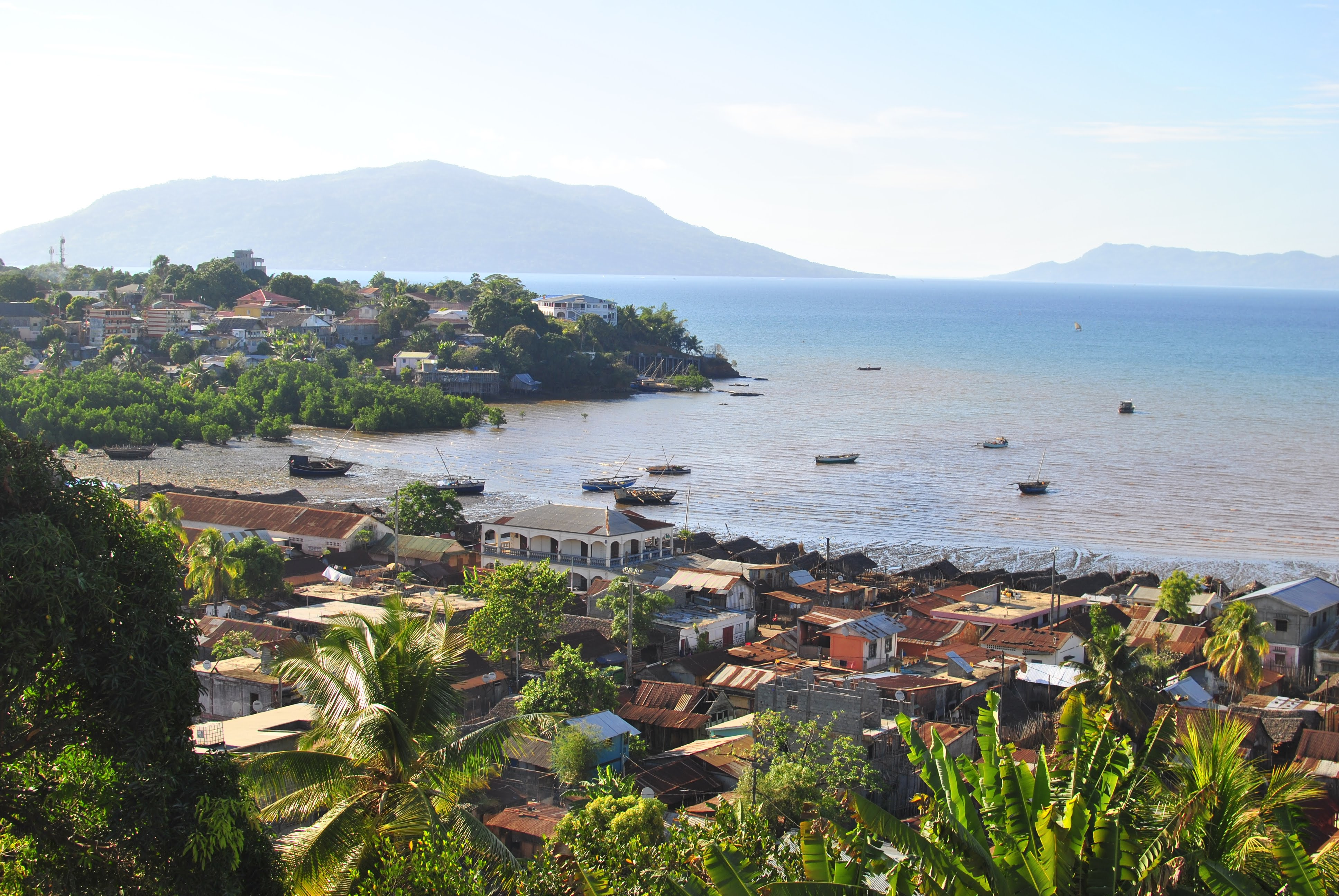
Ville de Nosy Be Hell-Ville et ses transports maritimes
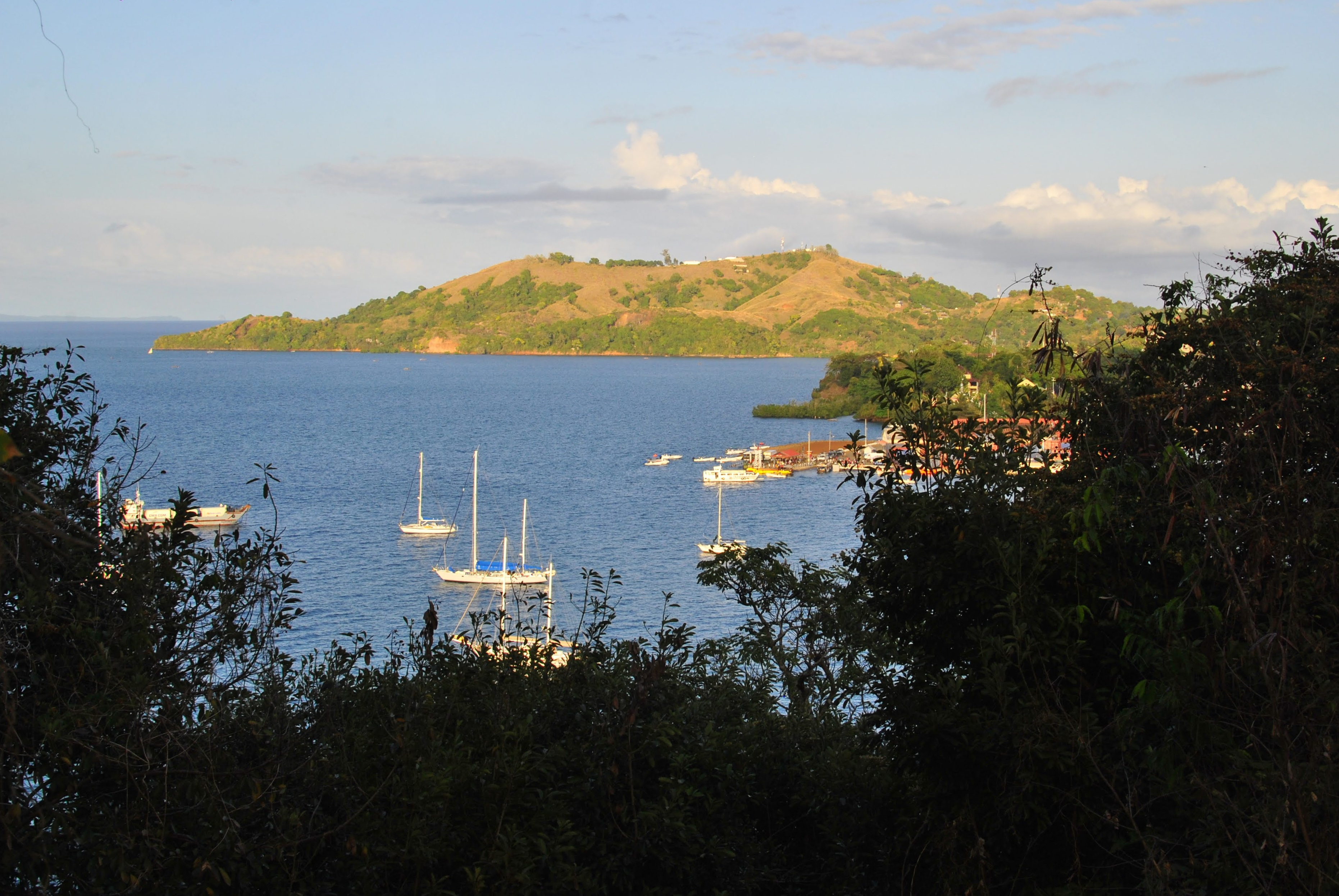
Paysage de Nosy Be Hell-Ville
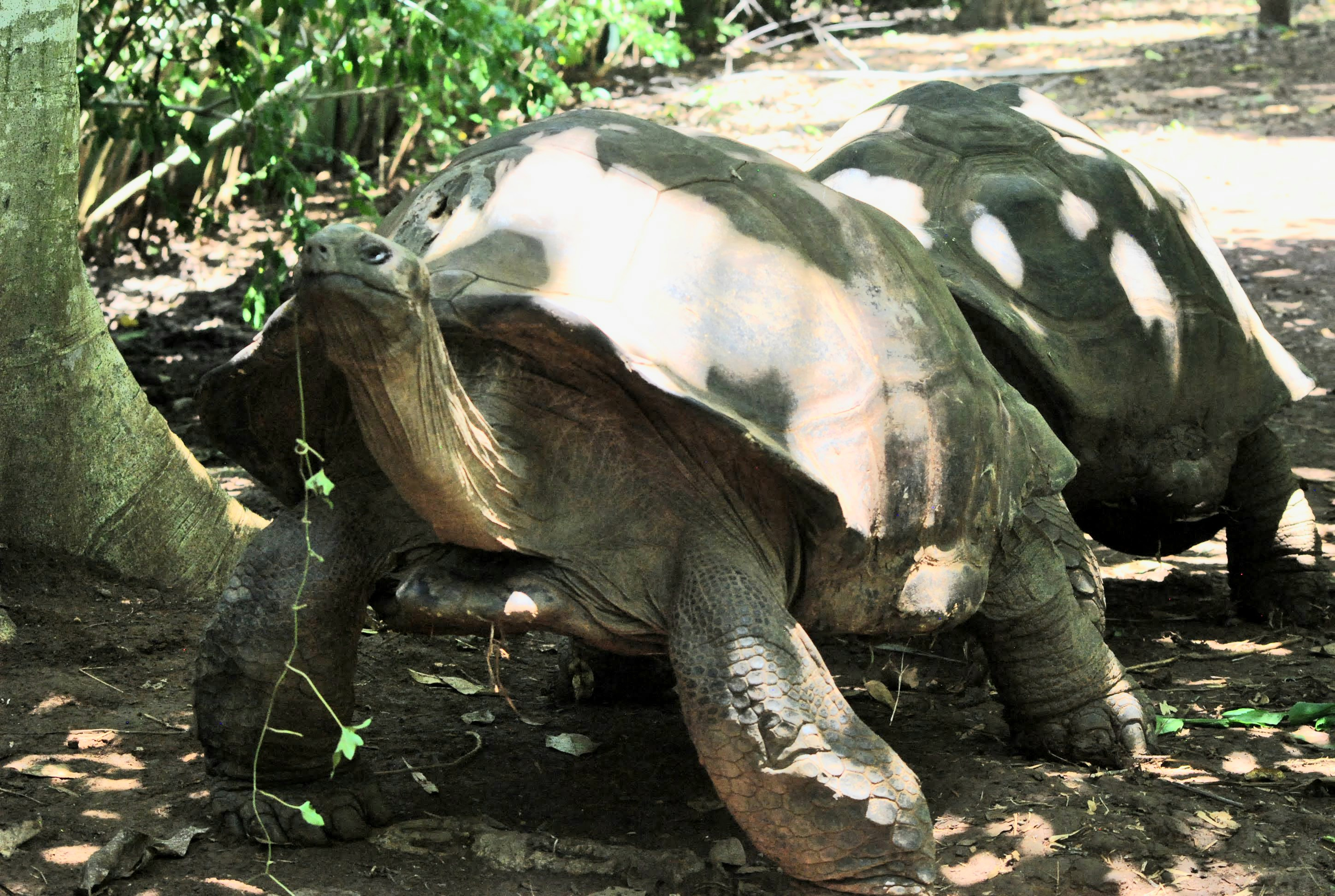
Tortue géante visible dans un parc à Nosy Be Hell-Ville
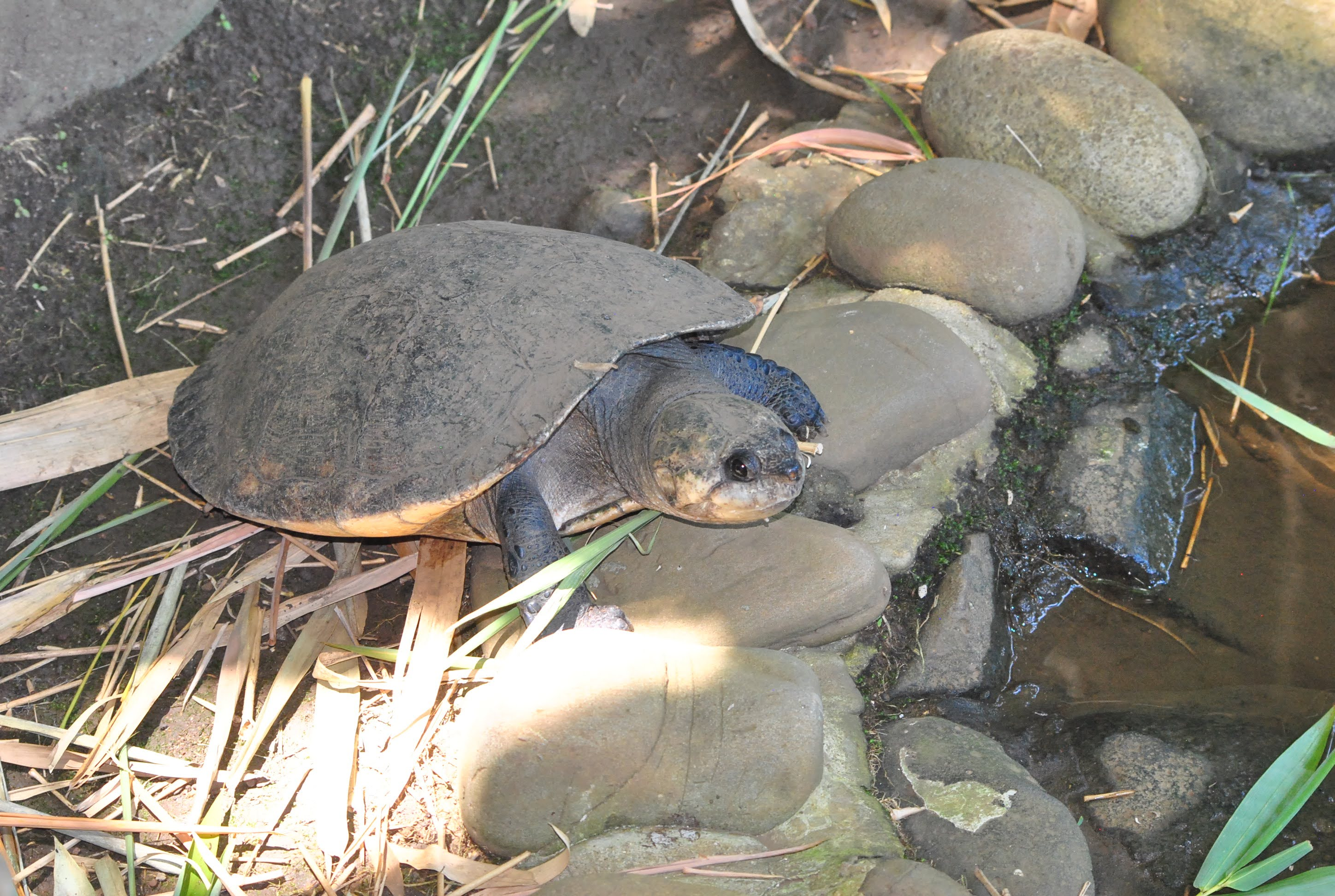
Tortue d'eau douce dans un parc à Nosy Be Hell-Ville
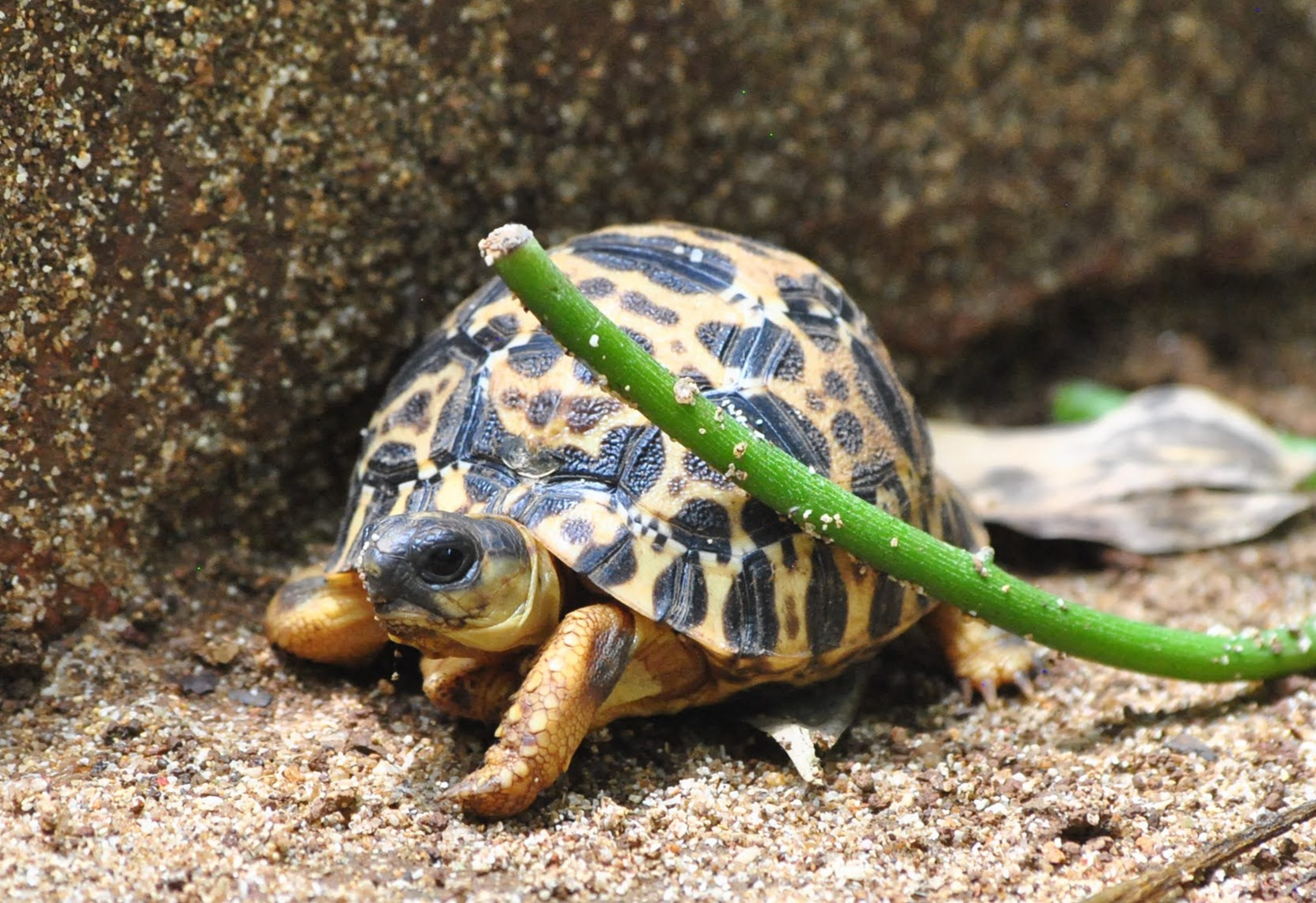
Tortue radiée dans un parc de Nosy Be Hell-Ville
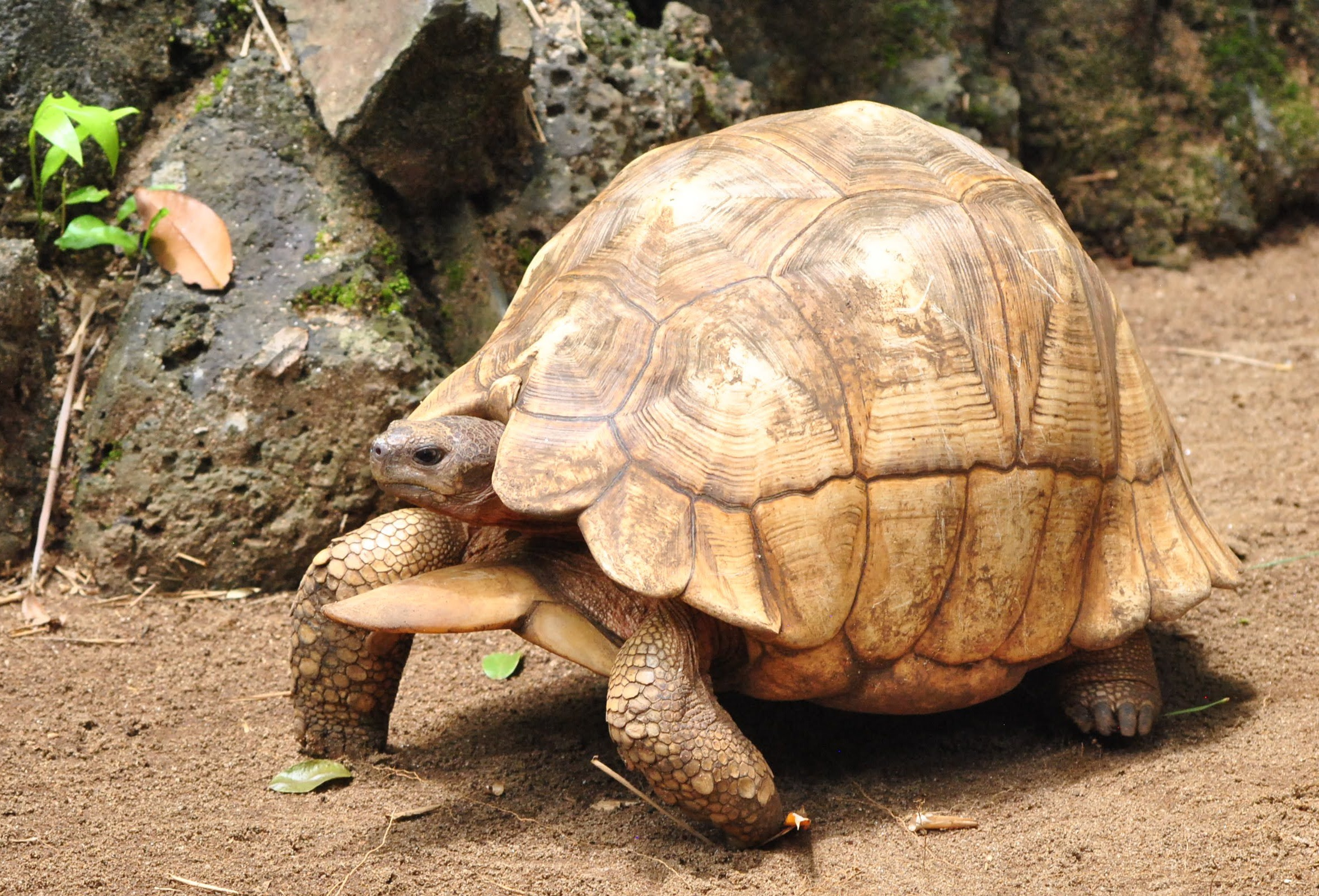
Angonoka dans un parc de Nosy Be Hell-Ville
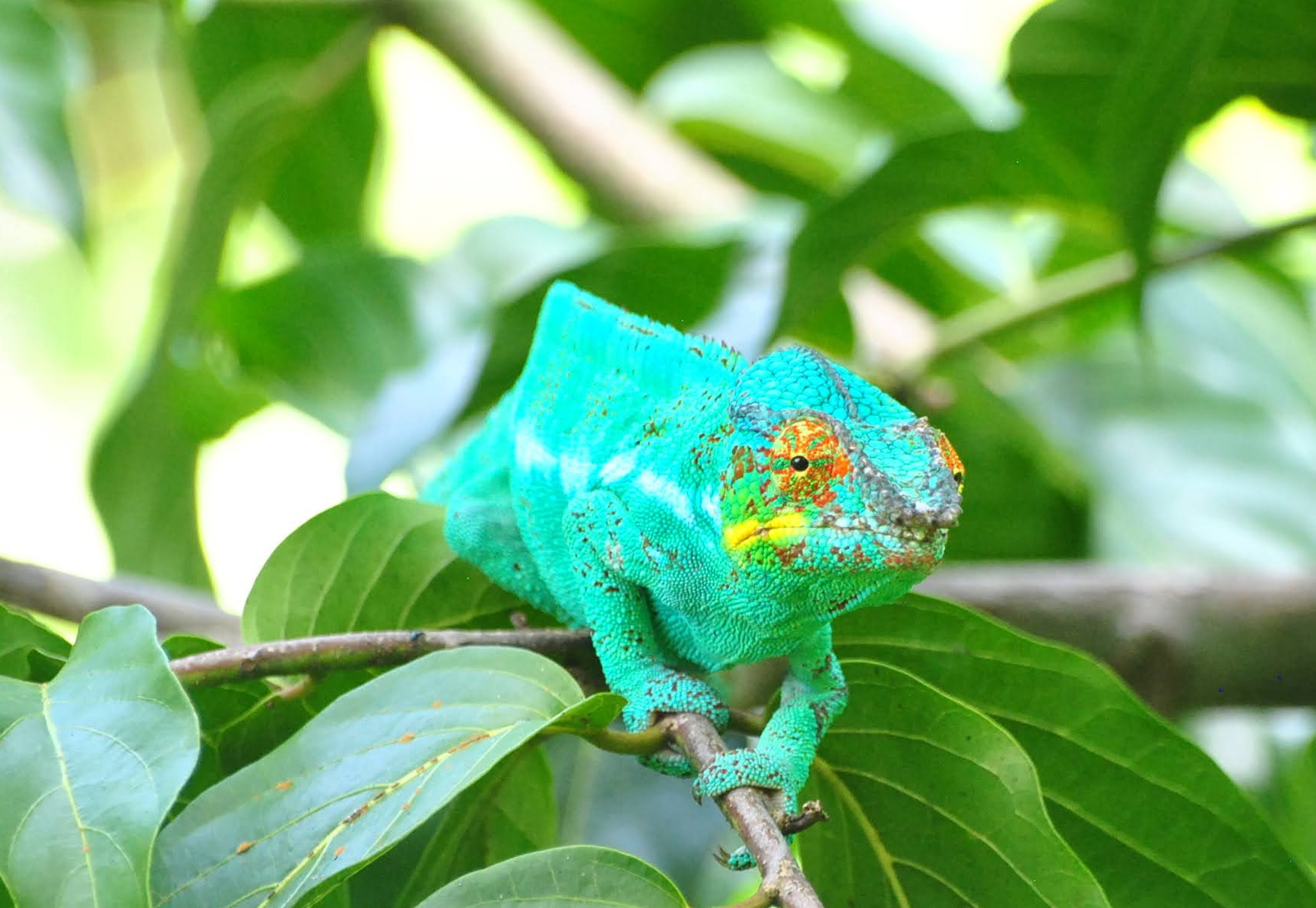
Caméléon visible sur l'île de Nosy Be Hell-Ville
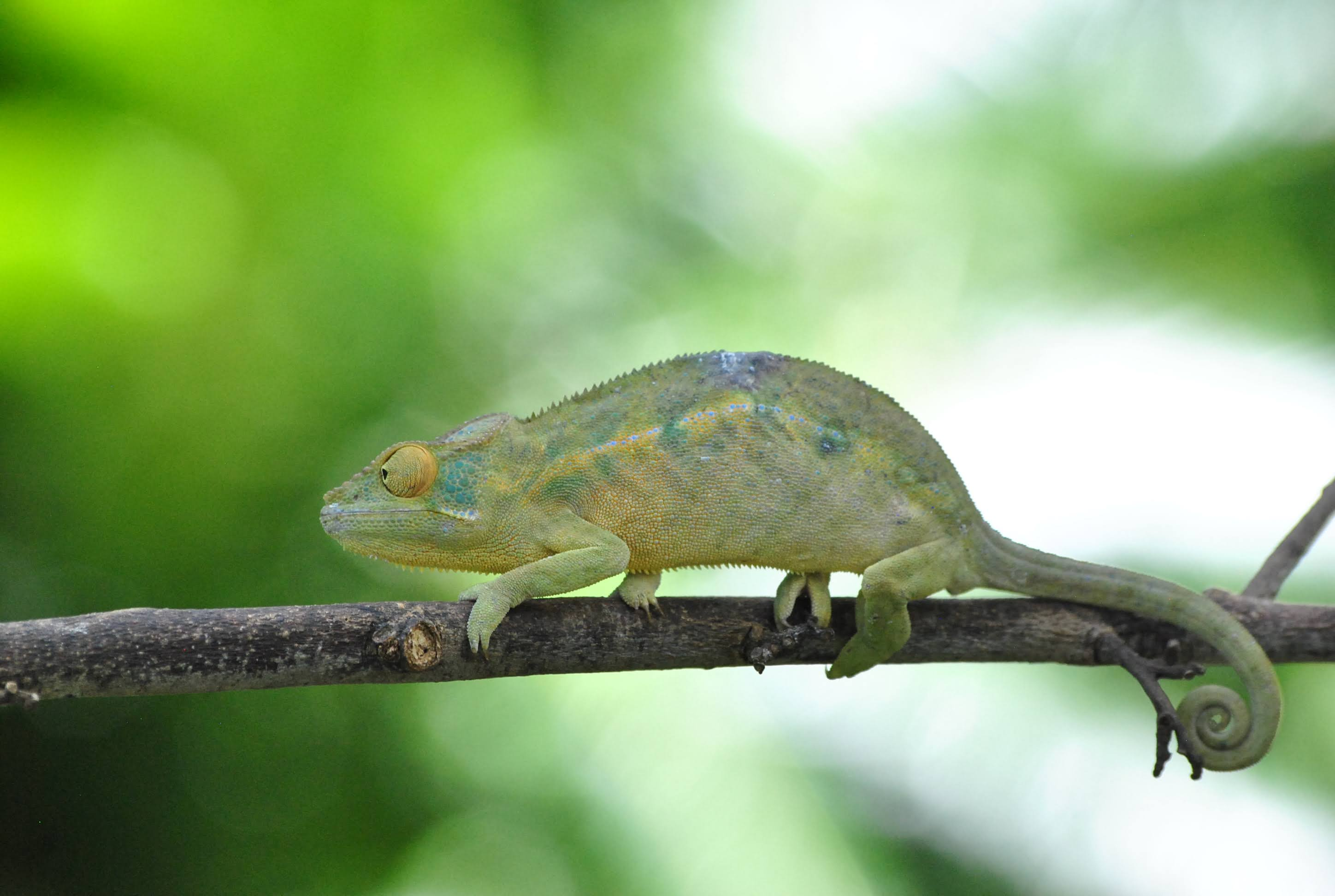
Caméléon femelle visible à Nosy Be Hell-Ville